# Safety Not Guaranteed
Safety Not Guaranteed (no Brasil, Sem Segurança Nenhuma) é um filme de comédia, romance e ficção científica, dirigido por Colin Trevorrow e escrito por Derek Connolly. O filme é inspirado em uma edição de 1997 da revista estadunidense Backwoods Home — escrito como uma piada por John Silveira, um funcionário da Backwoods — por uma pessoa pedindo a alguém para acompanhá-lo em uma viagem no tempo. Foi exibido pela primeira vez no Sundance Film Festival de 2012, onde venceu o Waldo Salt Award de melhor roteiro.

## Enredo
Darius Britt é uma graduada da faculdade desiludida, que vive em casa com seu pai viúvo e é estagiária na Seattle Magazine. Um dos escritores da revista, Jeff Schwensen, se propõe a investigar um anúncio de jornal que diz:
PROCURA-SE: Alguém para voltar no tempo comigo. Isso não é uma brincadeira. Você será pago quando retornarmos. Muito importante que traga suas armas. Eu fiz isso somente uma vez. Sem Segurança Nenhuma.

## Elenco
- Aubrey Plaza como Darius Britt
- Mark Duplass como Kenneth Calloway
- Jake Johnson como Jeff Schwensen
- Karan Soni como Arnau
- Jenica Bergere como Liz
- Kristen Bell como Belinda
- Jeff Garlin como Mr. Britt (Pai de Darius)
- Mary Lynn Rajskub como Bridget
- William Hall, Jr. como Shannon

## Produção
O filme foi rodado em Seattle, Ocean Shores, Washington e outros locais nos arredores de Seattle. O filme foi rodado com câmeras Sony F3 usando lentes Panavision antigas, que deram ao filme um "estilo Hal Ashby", desejado pelo diretor Colin Trevorrow. Segundo o The Film Collaborative, o orçamento da produção do filme foi de cerca de setecentos e cinquenta mil dólares.

## Recepção

### Crítica
Sem Segurança Nenhuma recebeu altos elogios da crítica de cinema, obtendo uma aprovação de 91% das 135 críticas do Rotten Tomatoes, uma pontuação média de 7.6 de 10, onde o consenso é: "As ambições modestas de Sem Segurança Nenhuma são superadas pelo forte desempenho do filme. Uma história encantadora, sedutora e sincera."
O Metacritic dá ao filme uma classificação de 72/100 com base em opiniões de 31 críticos, indicando críticas geralmente favoráveis.
Stephen Holden, do The New York Times, escreveu que as manobras da história "são aproveitadas para um tema subjacente melancólico sobre o desvanecimento dos sonhos desses aspirantes a profissionais".
Roger Ebert elogia o filme pela qualidade do diálogo, personagens com profundidade e dimensão, bem como Mark Duplass em sua atuação equilibrada.

### Prêmios
No Independent Spirit Awards de 2012, Safety Not Guaranteed foi indicado em duas categorias, vencendo uma delas. Colin Trevorrow recebeu uma indicação para "Melhor Primeiro Filme", enquanto Derek Connolly venceu na categoria "Melhor Primeiro Roteiro". O filme foi um sucesso no Indiana Film Journalists Association Awards, onde venceu nas categorias "Melhor Filme" (Colin Trevorrow) e "Melhor Roteiro Original" (Derek Connolly).
No Festival Sundance de Cinema de 2012, onde o filme foi exibido pela primeira vez, Trevorrow foi indicado na categoria "Grande Prêmio do Júri: Drama" e Connolly venceu na categoria "Melhor Roteiro". No Phoenix Film Critics Society Awards de 2012, o filme venceu na categoria "Filme Negligenciado do Ano" e Mark Duplass foi indicado na categoria "Melhores Desempenho nas Câmeras".
Sem Segurança Nenhuma também venceu prêmios no Tel-Aviv International Fantastic Festival, no ALMA Awards, no St. Louis Gateway Film Critics Association e no Young Hollywood Awards.